# Association européenne des jeunes entrepreneurs
L’Association européenne des jeunes entrepreneurs (AEJE) est une association à but non lucratif dont le siège est à Strasbourg (France). Elle s'est constituée dans l'objet de renforcer les liens entre jeunes acteurs économiques et institutions européennes.

## Création et vocation
L’Association européenne des jeunes entrepreneurs a été fondée en juillet 2010 par Jean-Loup Karst et Pierre Loeb avec pour objectif de favoriser l’insertion des jeunes diplômés dans le marché du travail. À ses débuts, l’AEJE s’est notamment illustrée en développant le concept de job-dating.
Autre vocation, faciliter le lien entre jeunes acteurs économiques et institutions européennes. Se constituant relais d’informations, l’AEJE effectue donc une veille régulière auprès de ses membres et partenaires autour des aides, outils et législations européennes.
En 2017, le réseau de l’AEJE compte 600 membres et sympathisants provenant de 19 pays de l’Union européenne L’association considère son action comme celle d’une passerelle entre les entrepreneurs et les institutions européennes, accompagnant et conseillant la réalisation de projets économiques transnationaux jusqu’à défendre leurs intérêts auprès des institutions. De manière générale, l’objectif de l’AEJE est de s’inscrire comme une “force de proposition dans un monde en constante évolution”, d’autant plus depuis sa prise de position dans le débat autour du siège du Parlement européen.

## «Le Siège dans tous ses États»: l'engagement pro-Europe
À la suite du rapport McMillan-Scott de 2011 qui attaque frontalement les traités européens, et qui dénonce la fixation du siège du Parlement européen à Strasbourg, l’AEJE s'est mobilisée pour dénoncer le rapport et rétablir les données réelles, notamment autour des coûts et de l’émission d’empreinte  carbone.  
L’AEJE révèle le lobby professionnel « anti-Strasbourg » et réalise alors un travail de terrain minutieux, en allant à la rencontre de l’ensemble des parlementaires, collaborateurs, fonctionnaires et autres corps européens présents autour des institutions. 
Le 14 février 2012, l’association publie sa première étude au Parlement européen, en présence et sous le coparrainage de sept députés européens représentant cinq groupes politiques et nationalités, Le siège dans tous ses États : Pour ou contre le siège du Parlement européen de Strasbourg ?.
Ce rapport, salué à l’unanimité, contribue de manière décisive à la fixation du siège de l’institution. Tant par son objectivité, son indépendance et sa neutralité politique, que par ses données scientifiques et sa position novatrice.   
L’AEJE a démontré que les chiffres communiqués par le lobby anti-Strasbourg sont entre 4 et 7 fois supérieur à la réalité. On le constate à travers les coûts avancés :  51,5 M€ de coût de fonctionnement contre 220 M€ avancé par les anti-Strasbourg ou encore l'empreinte carbone du bâtiment strasbourgeois inférieur à 3 250 tonnes de CO2 contre les 20 000 tonnes de CO2  mis en avant par les anti-Strasbourg. 
En parallèle, l’équipe souligne les carences effectives autour de Strasbourg, s’agissant de l’accessibilité, de l’hébergement ainsi que des conditions de travail et établit 22 recommandations concrètes à l’attention des autorités locales et de l’État français afin d’améliorer significativement la situation et de clore définitivement ce débat récurrent.
Les données révélées par l'équipe de l'AEJE, sous la direction de Pierre Loeb, font désormais office de référence.
Le 25 février 2014, l'AEJE publie un second rapport, intitulé Le Siège dans tous ses États, 2 ans après : Pour en finir avec la controverse sur le Parlement européen à Strasbourg. Dans la même lignée que le premier rapport, il perfectionne l'analyse technique, en renforçant également l'argumentaire autour de l'historique et de la symbolique du siège de Strasbourg.   
Ce rapport apporte de nouveaux éléments rhétoriques sur les trois principaux domaines d'argumentation de cette problématique – technicité, symbolisme, histoire du projet européen. Il met notamment en exergue de nouvelles manipulations (cf pétition anti-Strasbourg ayant officiellement recueilli plus d’un million de signataires) et actualise ses données scientifiques tout en replaçant le symbole au cœur du débat européen.Le 5 juillet 2017, un nouveau débat apparaît en session plénière à Strasbourg autour de la question du siège unique. L’eurodéputé français PPE de la circonscription Nord-Ouest Jérôme Lavrilleux commence son intervention en citant et recommandant la référence que représente le second rapport de l'AEJE. Le même jour, l’association publie un communiqué de presse, dénonçant le retour de ce débat à l’heure où l’Union européenne a pour devoir de se rassembler autour des enjeux sociétaux.  
En février 2018, le dernier rapport Le Siège dans tous ses États, Strasbourg : l'évidence, toujours sous la direction de Pierre Loeb, et de Jean-Baptiste Horhant, avec l'aide de Pauline Brugeilles, Tristan Tottet et Elie Walther. Le nouveau rapport met en avant trois nouvelles recommandations : la mise en place d'un Label Parlement européen à Strasbourg, la nomination d'un médiateur chargé  de faire un lien entre les autorités locales, françaises, européennes et les membres de l’Institution, et permettre le développement de l'aéroport de Strasbourg-Entzheim en lui accordant le statut de territoire international. 
Le rapport pointe aussi les défaillances du bâtiment Paul-Henri Spaak du Parlement européen de Bruxelles et les coûts de sa rénovation (entre 500 millions et 1 milliard d'euros). C'est pourquoi, le dernier rapport de l'AEJE préconise qu'à la prochaine mandature, en mai 2019, le siège de Strasbourg soit le siège unique lors des rénovations des bâtiments de Bruxelles